# Navantia
 (janvier 2025).
 (octobre 2020).
Si vous disposez d'ouvrages ou d'articles de référence ou si vous connaissez des sites web de qualité traitant du thème abordé ici, merci de compléter l'article en donnant les références utiles à sa vérifiabilité et en les liant à la section « Notes et références ».
Navantia est une entreprise étatique espagnole de constructions navales, aussi bien militaires que civiles. C'est le cinquième plus grand constructeur naval en Europe, et le neuvième à travers le monde.
Navantia se classait en 2023 au 69e rang mondial pour la production d'armement.

## Activité

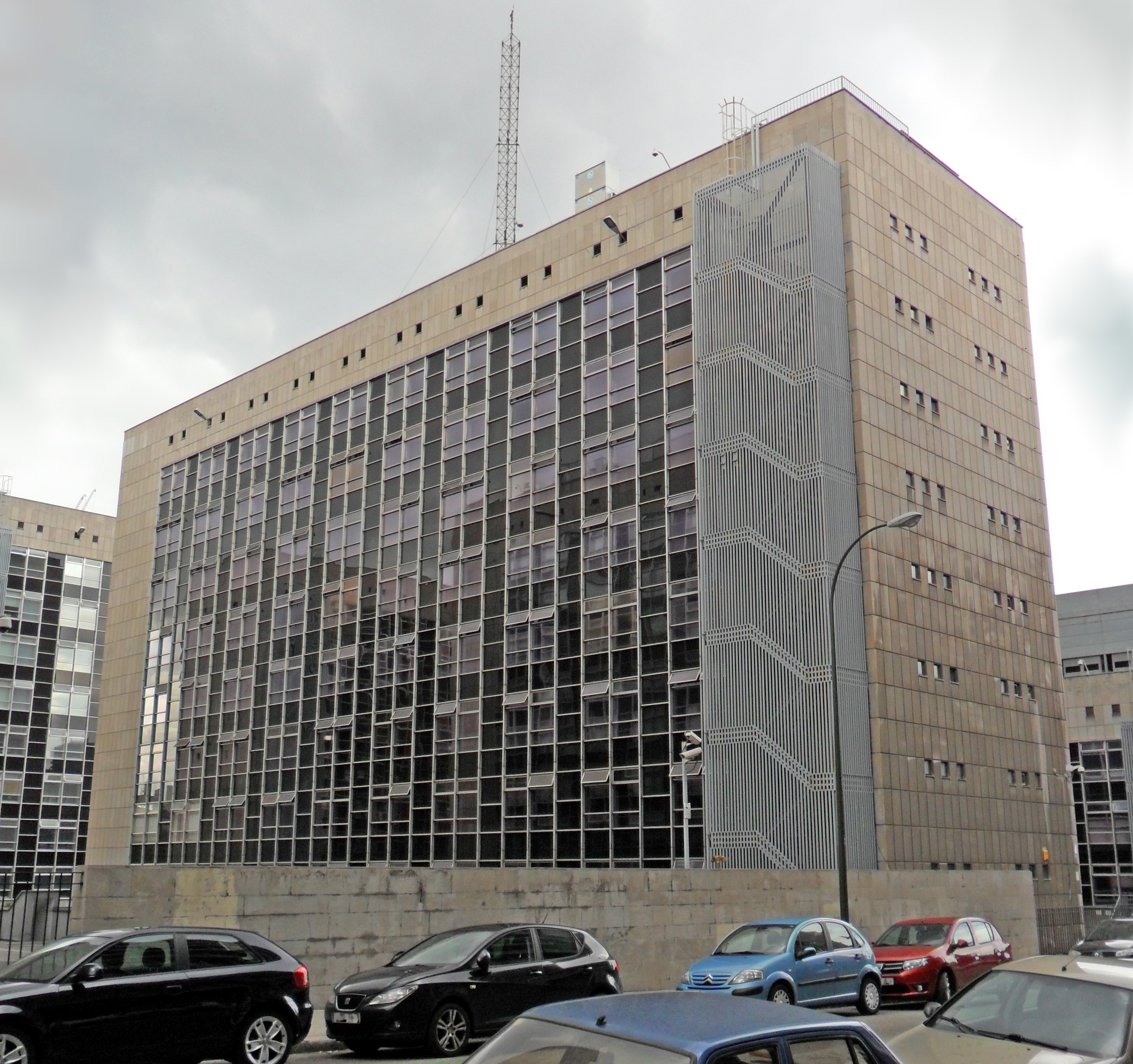
Siège social de Navantia

Navantia, entreprise détenue à 100 % par la SEPI, la société de participations industrielles du gouvernement espagnol, est engagée dans la conception, la construction et l'intégration de systèmes de navires de combat. Elle s'occupe également des réparations et des modernisations de ceux-ci, ainsi qu'à la conception et la fabrication de tankers, méthaniers et de ravitailleurs de plateformes pétrolières, ou encore de moteurs et turbines de bateaux, ainsi qu'à la pose d'éoliennes offshore.

## Historique
Les origines de Navantia remontent aux origines de la construction navale espagnole, du XIIIe siècle avec Alfonso X avec le Real Atarazanas de Sevilla et le Real Carenero de San Fernando, qui ont pris une grande importance lors de la découverte de l'Amérique jusqu'à en raison de l'augmentation de la taille des navires et leur plus grand tirant d'eau, en 1730 ils ont été remplacés par les arsenaux militaires historiques de Ferrol (La Coruña), Cartagena (Murcia) et La Carraca, (Cadiz), dans ce qui supposait une réforme de la marine et le début du développement de l'industrie navale moderne en Espagne sous la direction du marquis de la Ensenada et de Jorge Juan à l'époque de Felipe V et Fernando VI, dont les chantiers navals étaient destinés à construire et réparer les navires de la marine espagnole. 
En 1908, ces chantiers navals sont devenus une partie de la Société espagnole de construction navale (La Naval) à laquelle appartenaient également des chantiers navals civils tels que Matagorda à Puerto Real (Cadix) ou Sestao (Vizcaya), plus tard intégrés à Astilleros Españoles SA (AESA) a été créée en 1967 avec la fusion des chantiers d'Euskalduna, La Naval de Sestao et Astilleros de Cádiz. 
IZAR est né en 2000, à la suite de la fusion entre Astilleros Españoles (AESA), une société qui regroupait les chantiers navals civils publics et l'Empresa Nacional Bazán. En décembre 2004, la Sociedad Estatal de Participaciones Industriales (SEPI), le plus grand actionnaire et dirigeant du groupe, a décidé de séparer la branche militaire d'IZAR, créant en mars 2005 la société Navantia, visant à atteindre une plus grande efficacité commerciale, la devenant plus tard transféré également la branche civile. 
Les mêmes quais et tribunes qui donnent aujourd'hui vie aux navires les plus modernes, ont été témoins de la naissance du premier sous-marin à propulsion électrique au monde, l'Isaac Peral, et de la construction du premier navire espagnol à turbine à gaz, le porte-avions Principe de Asturias entre autres monuments. En avril 2021, Navantia a baptisé le deuxième sous-marin de conception et de construction 100% espagnol, l'Issac Peral S-81, à peine 133 ans après le baptême du premier sous-marin fonctionnel de l'histoire, le sous-marin Peral Torpedero.
En décembre 2024, Navantia annonce l'acquisition de Harland & Wolff et ses 4 chantiers navals au Royaume-Uni.

## Principaux projets
- Porte aéronefs

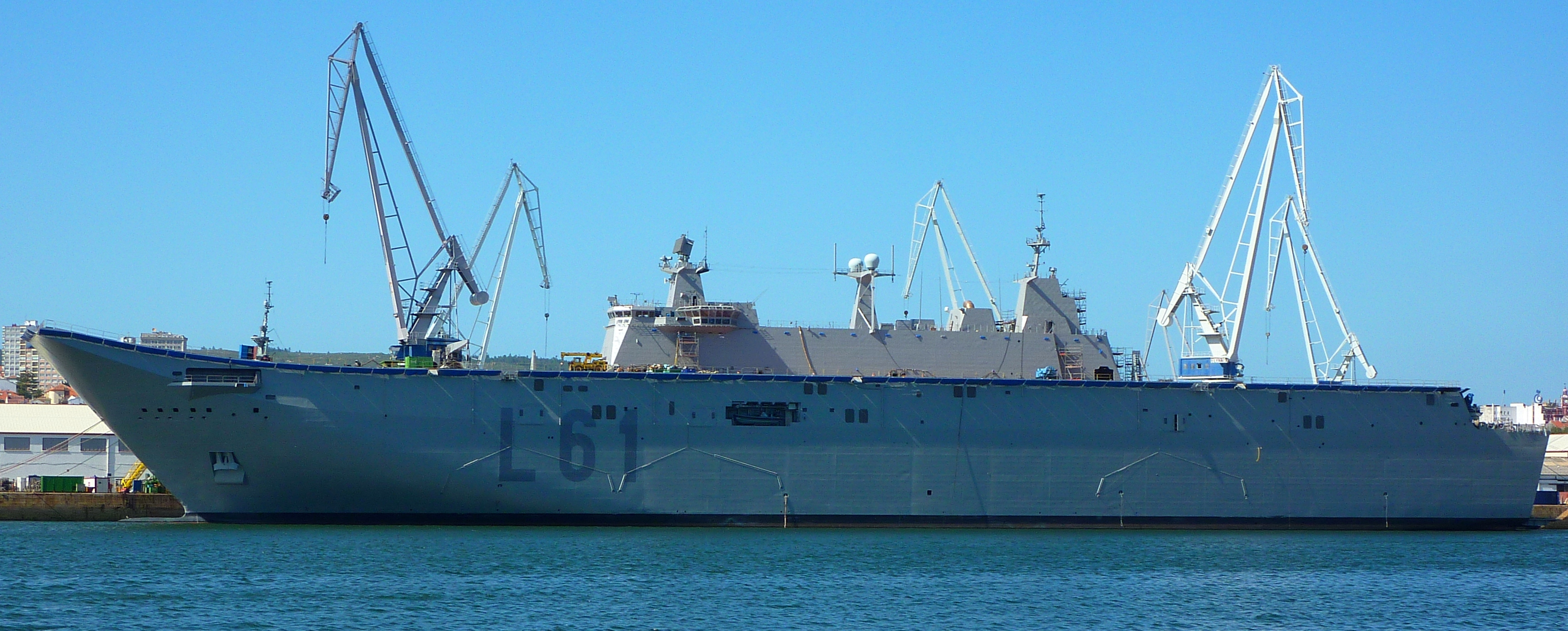
Porte-hélicoptère amphibie Juan Carlos I de la Marine Espagnole en phase d'achèvement à flot

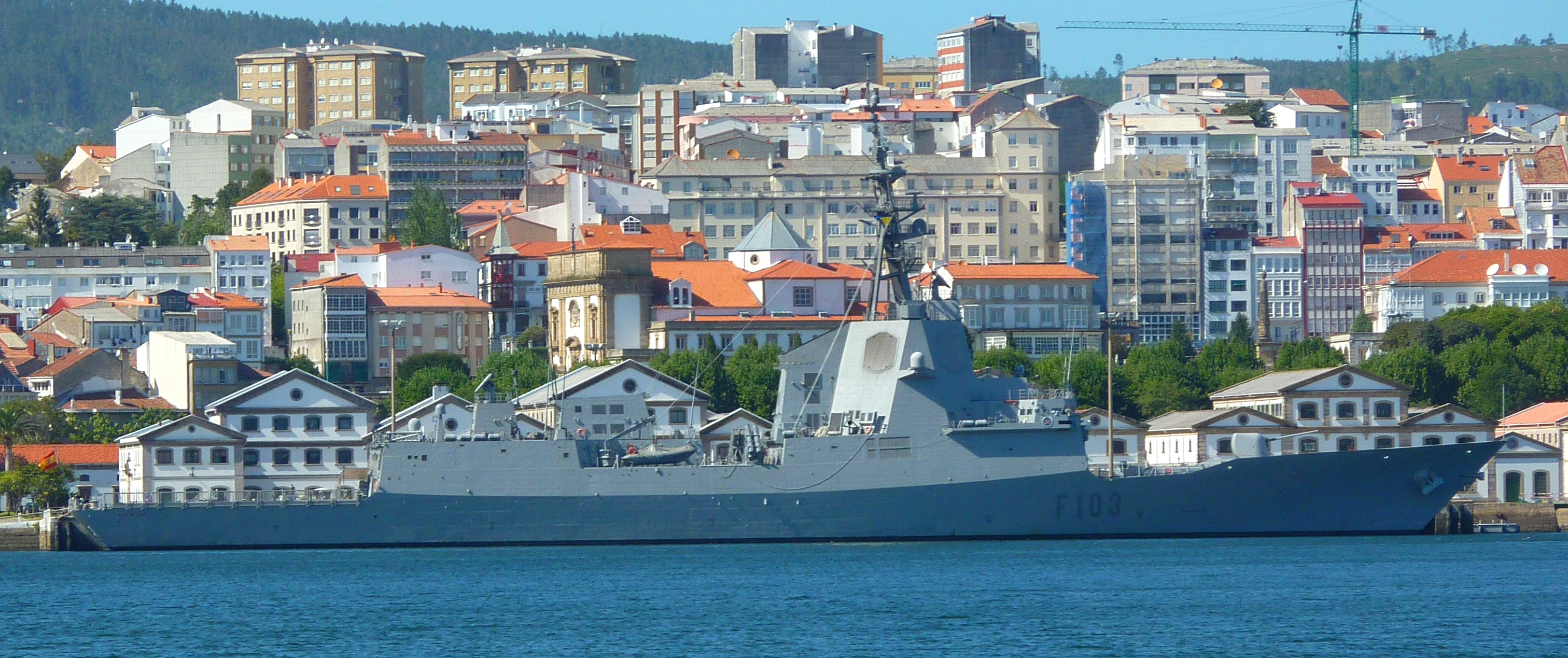
Frégate F-103 AEGIS de la Marine Espagnole

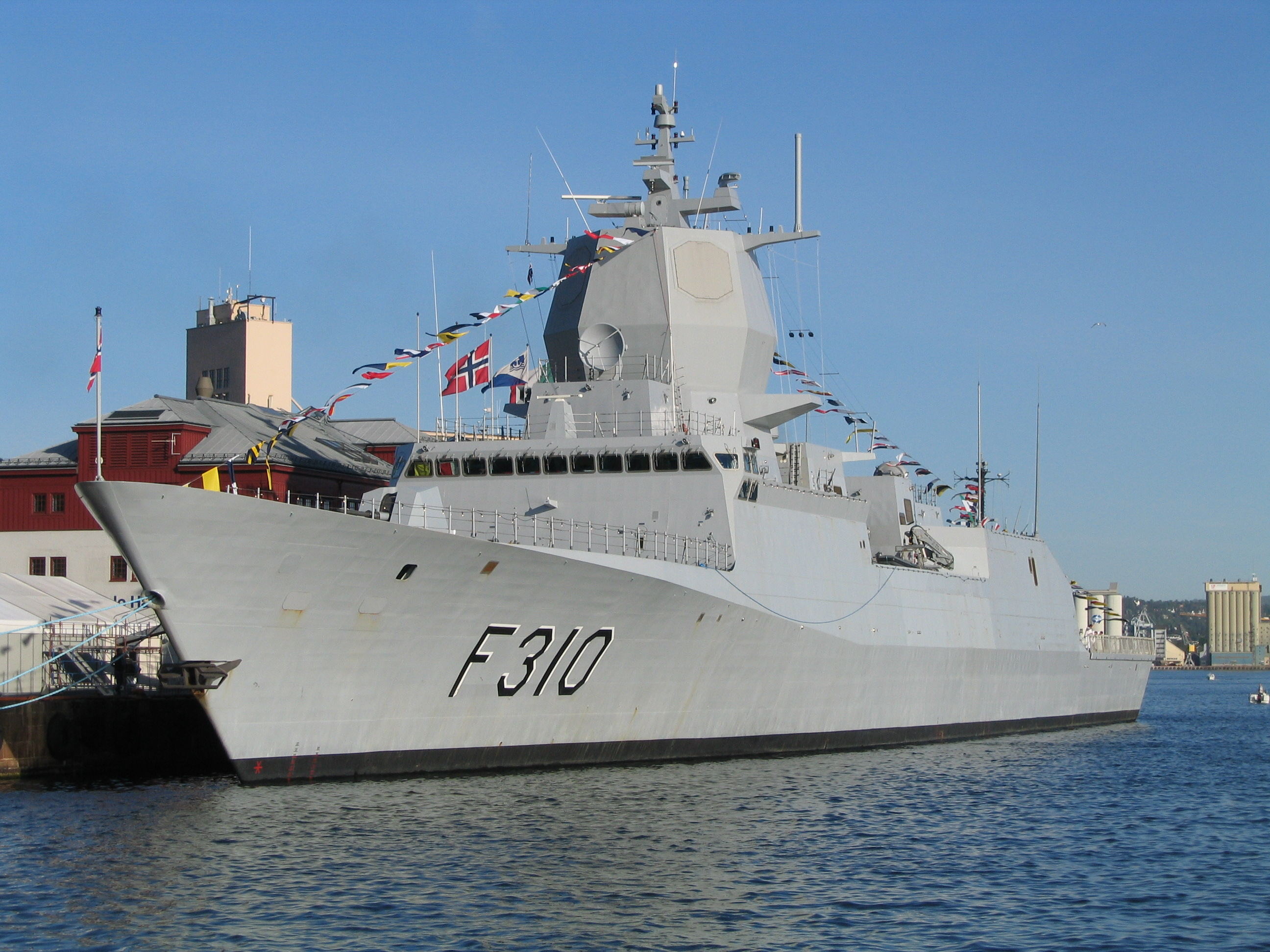
La frégate HNoMS Fridtjof Nansen de la Marine royale norvégienne à Oslo

  - Porte-aéronef Príncipe de Asturias (mis en service en 1988)
  - HTMS Chakri Naruebet (1997)
- Navires amphibies 
  - LHD de classe Juan Carlos I  (2010)
  - LHD de classe Canberra (2014)
  - LPD de classe Galice (1998, 2000)
  - Bateau de débarquement LCM-1E
- Navires ravitailleurs 
  - Navire ravitailleur Cantabria (2010)
  - Navire ravitailleur Patiño (1995)
- Frégates AEGIS | Système de combat AEGIS
  - Frégates de classe F-100 Álvaro de Bazán (2002–2012)
  - Frégates de classe F-310 Fridtjof Nansen (2006-2011)
  - Destroyer de classe Hobart (2016-2019)
- Corvettes 
  - Corvette AEGIS
  - Corvette multirôle
- Navires de patrouille 
  - Navires de patrouille océanique BAM (Espagne, 2011-2012)
  - Navires de patrouille de classe Guaiquerí (Venezuela, 2011-12)
  - Navires de patrouille de classe Guaicamacuto (Venezuela, 2010-2011)
  - Navires de patrouille d'attaque (44 m, 47 m, 63 m)
  - Navires de patrouille océanique et côtière (79 m, 99 m)
  - Navires de patrouille de classe Mantilla (Argentine, 1982–83)
  - Navires de patrouille de classe Uribe (Mexique, 1982-1983)
- Sous-marins 
  - Sous-marins de classe Scorpène (en joint-venture avec DCNS, devenu Naval Group pour l'export)
  - Sous-marins de classe Isaac Peral (S-80A)
- Chasseurs de mines
- Navires océanographiques
- Systèmes de combat et de contrôle
- Systèmes de propulsion et de production d'énergie
- Réparation et conversion de navires
- Drone de surface naval USV Vendaval, que l'Espagne met en œuvre dans le port de Ceuta, en tant que police portuaire ainsi qu'au sein de la marine espagnole, sur un bateau porteur de Classe Meteoro[5].